# سفارت ارمنستان در بغداد
سفارت ارمنستان در بغداد (به عربی: سفارة أرمینیا فی العراق؛ ارمنی: Բաղդադում Հայաստանի դեսպանություն)، نمایندگی دیپلماتیک جمهوری ارمنستان در بغداد پایتخت جمهوری عراق می‌باشد که در شماره ۵ خیابان ۱۱، بخش ۲۱۵، بغداد واقع شده‌است. روابط دیپلماتیک بین دو کشور (en) در سال ۲۰۰۰ برقرار شده‌است. هم‌اکنون آرشاک پولادیان مقام سفیر جمهوری ارمنستان در بغداد را عهده‌دار است.

## مشخصات
- آدرس: Baghdad, International Zone, House 5, Street 11, Section 215
- تلفن:  +964 7808 30 6424